# Dreschhausen
Dreschhausen ist ein Ort von 106 Ortschaften der Gemeinde Reichshof im Oberbergischen Kreis im nordrhein-westfälischen Regierungsbezirk Köln in Deutschland.

## Lage und Beschreibung
Dreschhausen liegt nordöstlich der Wiehltalsperre, der Ort liegt zwischen den Orten Hasbach im Norden und Nespen im Süden, in der Nähe der Autobahn A 4  Anschlussstelle Reichshof/Eckenhagen.

## Geschichte

### Erstnennung
Um 1487 wurde der Ort das erste Mal urkundlich als Dreyschuß erwähnt und zwar: „Hen Selfurth aus Dreyschuß wird im Marienthaler Mirakelbuch genannt.“
| Bevölkerungsentwicklung | Bevölkerungsentwicklung |
| Jahr                    | Einwohner               |
| ----------------------- | ----------------------- |
| 1991                    | 126                     |
| 2005                    | 94                      |
| 2008                    | 97                      |
| 2017                    | 86                      |
| 2018                    | 92                      |
| 2019                    | 88                      |

## Daten
- Grundfläche: zirka 120 Hektar
- Arbeitslosenquote: 0,55 %
- Gewerbliche Arbeitnehmer: zirka 41 %
- Selbstständige, Freiberufliche Personen: 9,5 %
- Pensionierte, Hausfrauen, Schüler und sonstige: 51 %
- Durchschnittliche Lebenserwartung in Jahren: 77,5 Jahre (Quelle Statistisches Bundesamt)
- Sterbefälle im Zeitraum 1. Januar 2002 bis 20. Juli 2004: 4
- Geburten im Zeitraum 1. Januar 2002 bis 20. Juli 2004: 2

Aktueller Stand 21. Juli 2004

## Freizeit

### Vereinswesen
- Dorfverein mit seinem Dorfhaus
- Das alljährliche Osterfeuer